# Gradišče na Kozjaku
Gradišče na Kozjaku este o localitate din comuna Selnica ob Dravi, Slovenia, cu o populație de 194 de locuitori.